# AGM-154 Joint Standoff Weapon
L'AGM-154 Joint Stand-Off Weapon (JSOW) è una bomba guidata prodotta dalla statunitense Raytheon, lanciabile da velivoli da combattimento a distanza di sicurezza (standoff) dalle difese antiaeree nemiche. Grazie a un sistema di navigazione inerziale/GPS l'AGM-154 può colpire con precisione il proprio bersaglio dopo aver volato per decine di chilometri dal punto di sgancio. Dal 1999 equipaggia i principali velivoli da combattimento delle forze aeree statunitensi ed è stato estesamente impiegato nel corso di varie operazioni militari.

## Storia e sviluppo
Nel 1986 l'U.S. Navy lanciò il programma AIWS (Advanced Interdiction Weapon System) al fine di sviluppare un'arma aria-superficie di precisione con capacità standoff (ossia lanciabile da una distanza di sicurezza rispetto alle difese antiaeree) e fire and forget (lancia e dimentica, ossia capace di raggiungere il bersaglio senza richiedere ulteriori interventi da parte del velivolo lanciatore) per sostituire le bombe a guida laser classe Paveway e i missili (anch'essi a guida laser) AGM-65E Maverick. Ad aggiudicarsi il contratto di sviluppo del nuovo sistema d'arma fu la Texas Instruments (successivamente assorbita dalla Raytheon) nel giugno del 1992. Quello stesso anno al programma aderì anche l'USAF e il nuovo sistema d'arma cambiò denominazione in JSOW, con la designazione AGM-154. Nel dicembre del 1994 fu lanciato il primo prototipo dell'arma completa di sistema di guida e nel febbraio del 1997 l'U.S. Navy iniziò i test di valutazione operativa. L'AGM-154A entrò in servizio nel 1999 e nello stesso anno ne fu avviata la produzione su larga scala.
L'AGM-154A non aveva alcun sistema di propulsione ed era essenzialmente una bomba planante che al momento dello sgancio dispiegava una coppia di alette e si dirigeva verso il bersaglio programmato sfruttando un sistema di guida inerziale (INS) accoppiato a un sensore GPS. La testata di guerra era composta 145 sub-munizioni BLU-97B CEM ad effetto combinato.
La Raytheon sviluppò anche la variante AGM-145A-1 dotata di una testata unica BLU-111 (basata sulla bomba Mk-82 da 225 kg) e offerta soprattutto per l'esportazione.
La versione AGM-154B utilizzava una testata di guerra composta da 6 sub-munizioni intelligenti controcarro BLU-108B SFM. Il suo sviluppo fu completato nel 2001 ma il programma fu cancellato perché l'USAF - che era l'acquirente principale di questa versione - preferì adottare al suo posto la bomba a grappolo CBU-115B WCMD-ER. Successivamente, nel 2005, l'USAF abbandonò del tutto il programma JSOW in favore di altre famiglie di armi intelligenti.
Nel luglio del 2003 fu avviata la produzione iniziale della nuova versione AGM-154C, sviluppata per le esigenze dell'US Navy. L'AGM-145C integrava un sensore IIR (Imaging Infrared, a radiazione infrarossa) capace di individuare autonomamente il bersaglio da colpire e utilizzava una testata di guerra BROACH a frammentazione e penetrazione. L'AGM-154C è entrato in produzione su larga scala nel dicembre del 2004 ed è entrato in servizio operativo nel febbraio del 2005.

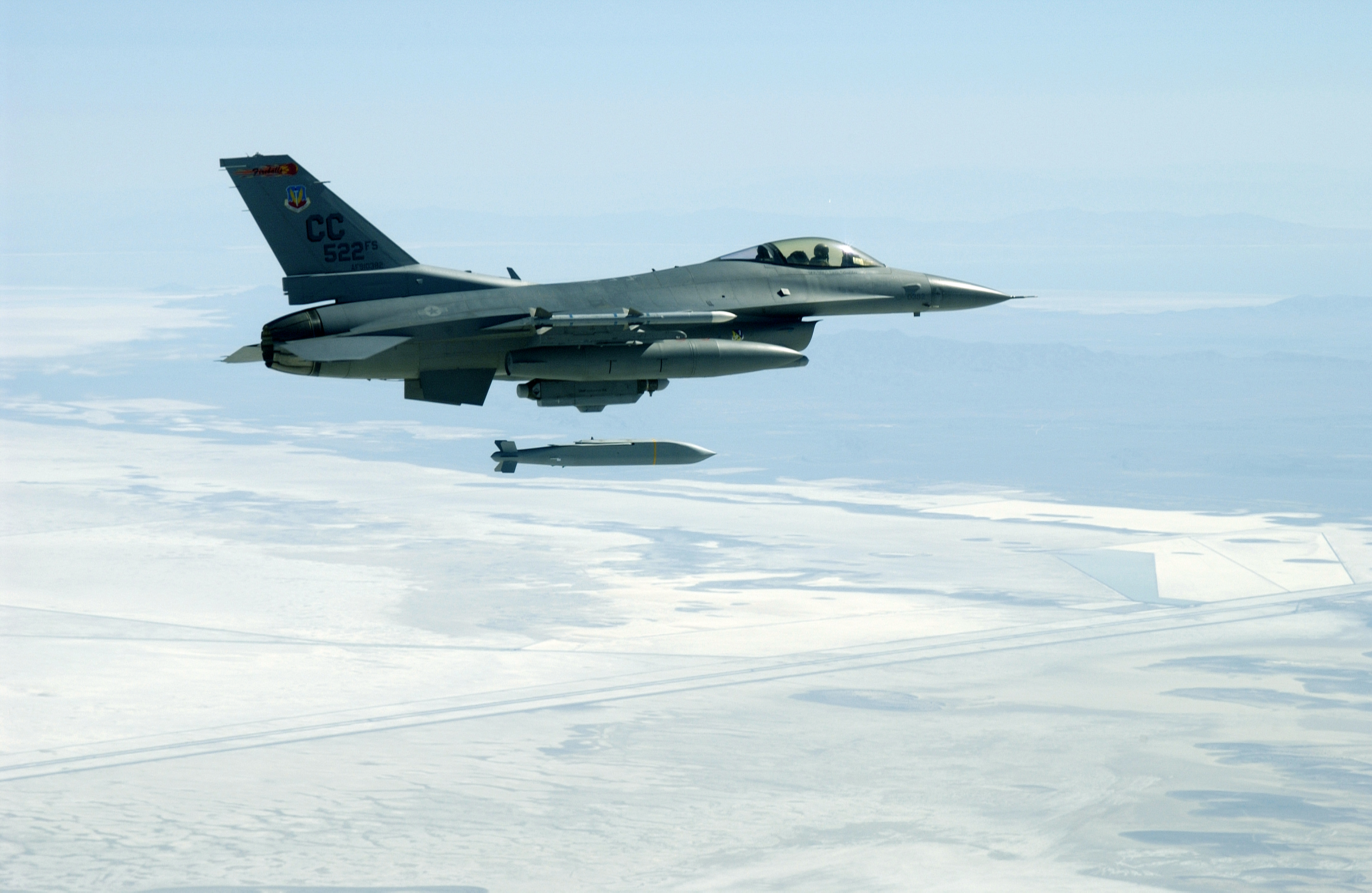
Sgancio di un AGM-154 da parte di un caccia F-16

A metà del 2005 l'AGM-154 JSOW aveva totalizzato circa 450 lanci in operazioni di combattimento, 430 dei quali nel corso dell'operazione Iraqi Freedom.
Nel 2006 è stato avviato lo sviluppo della variante AGM-154C-1 che comprende miglioramenti al software e implementa un sistema di comunicazione (data link) Link 16. Grazie a queste migliorie l'arma ha acquisito la capacità di colpire bersagli navali in movimento e può essere indirizzata contro bersagli non programmati prima del lancio. I primi test hanno avuto luogo nel 2011 e l'entrata in servizio è prevista per il 2013.
La Raytheon ha anche progettato due varianti del JSOW dotate di propulsione. La prima, equipaggiata con un piccolo turbojet Williams International WJ-24, fu sperimentata nel 1995 e l'anno seguente fu offerta - senza successo - all'Inghilterra con la denominazione commerciale Griffin-36, nell'ambito del programma CASOM per un'arma stand-off destinata alle forze aeree britanniche. La seconda, che montava un turbojet Hamilton Sundstrand TJ150 fu collaudata nel 2009 con la sigla JSOW-ER e dimostrò di poter raggiungere 480 km di gittata. Nonostante queste proposte non abbiano avuto seguito, il JSOW è stato progettato sin dall'inizio tenendo conto della possibilità di integrare un sistema di propulsione e le forze armate americane già dal 2000 hanno riservato le sigle AGM-154D e AGM-154E a eventuali versioni propulse rispettivamente dell'AGM-154A e dell'AGM-154C.
Il costo di produzione di un JSOW, pari a 246 585 dollari (282 000 dollari considerando le spese di sviluppo) per un AGM-154A, è salito a 661 013 dollari per l'AGM-154C (719 012 dollari con le spese di sviluppo). I piani di produzione iniziali prevedevano un totale di 8 800 AGM-154A, 1200 AGM-154B e 7 800 AGM-154C per l'US Navy e l'USMC, 3000 AGM-154A e 3000 AGM-154B per l'USAF.
L'arma è stata anche acquistata dalle forze armate di varie altre nazioni.

## Caratteristiche

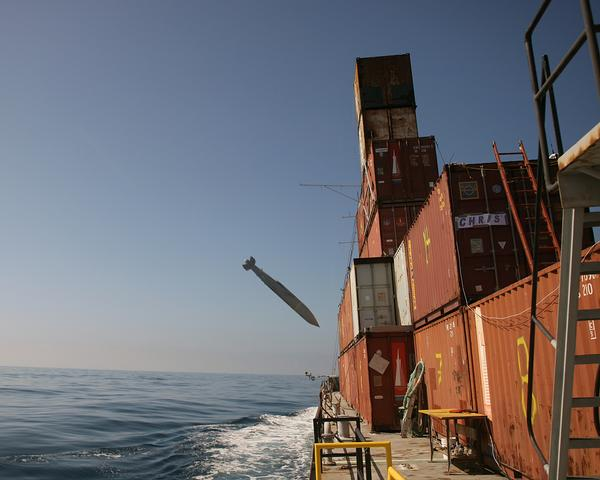
Un AGM-154C-1 in procinto di colpire un bersaglio navale.

L'AGM-154 JSOW è una bomba planante costituita da un involucro contenitore dotato di alette caudali e di ali retrattili che si dispiegano al momento dello sgancio, al cui interno sono collocati il sistema di guida e la carica bellica.
La prima versione, AGM-154A, dispone di un sistema di guida inerziale (INS) accoppiato a un sensore GPS; la testata è di tipo a grappolo e ospita 145 ordigni BLU-97/B CEM (Combined Effects Munition), ciascuno dei quali è pesante 1,54 kg ed è formato da una carica cava per la penetrazione delle blindature, un involucro a frammentazione per la proiezione di schegge e un anello di zirconio per produrre effetti incendiari. Questo tipo di testata è efficace nei confronti di bersagli non particolarmente protetti (ad esempio truppe e automezzi) dispersi su un'ampia area (ogni ordigno può coprire un'area equivalente a un campo di calcio). Il sistema di guida garantisce un CEP (Circolo di Errore Probabile) di tre metri. Il bersaglio va programmato nel sistema di guida prima dello sgancio.
Nella versione AGM-154A-1 la testata a grappolo è sostituita da una carica esplosiva unica BLU-111B, derivata dalla bomba Mk-82 da 225 kg, più efficace nei confronti di bersagli puntiformi.

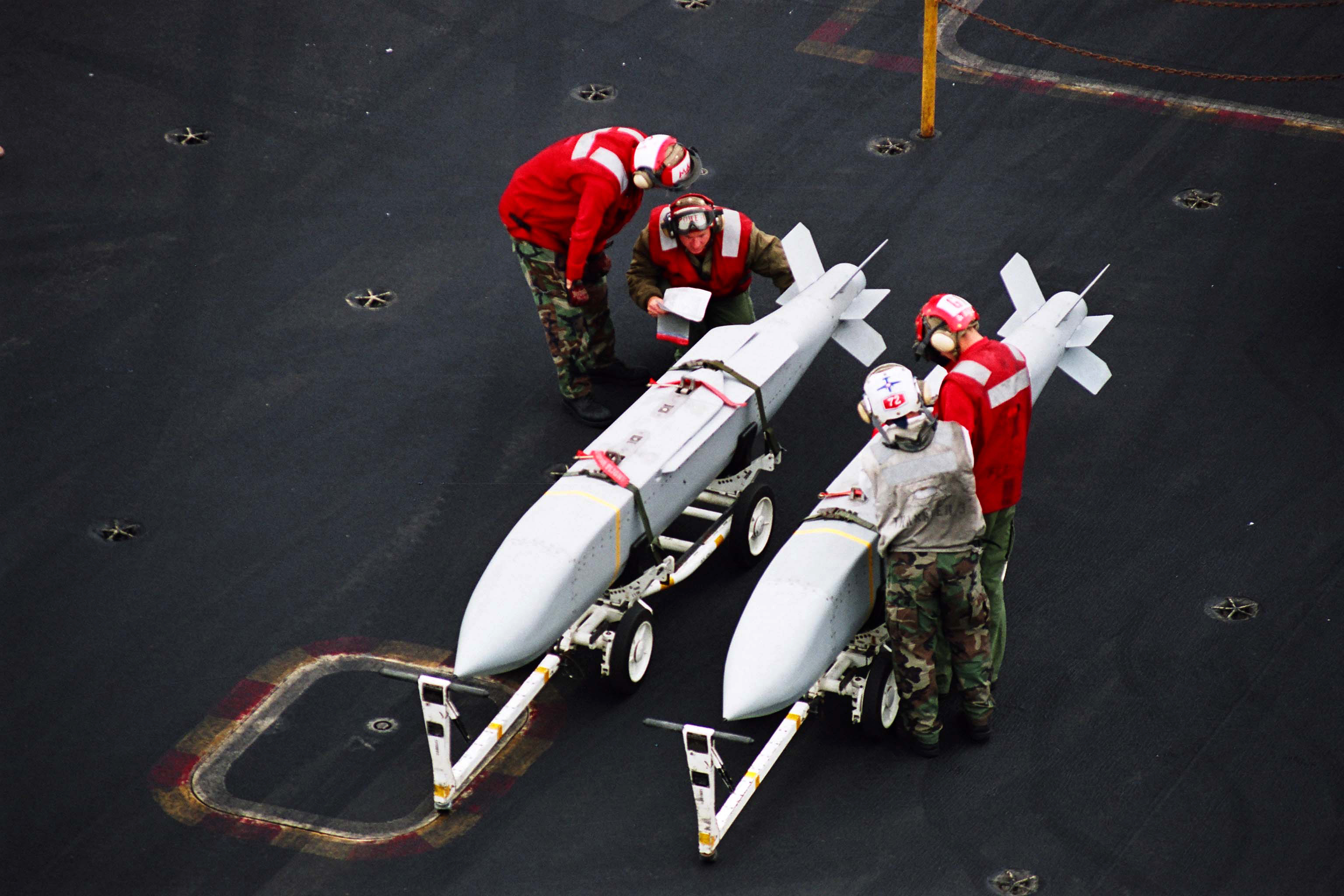
Due AGM-154 JSOW sul ponte della portaerei USS Lincoln.

La versione AGM-154C (JSOW C) utilizza anch'essa una testata unica, la BROACH. Questa testata, realizzata dalla BAE e pesante 225 kg, è composta da una carica cava che precede la carica esplosiva vera e propria, massimizzando la capacità di penetrazione e l'effetto distruttivo anche nei confronti di bersagli induriti. Inoltre questa versione introduce un sensore IIR (in aggiunta al sistema di navigazione INS/GPS) che consente all'ordigno di individuare autonomamente il proprio bersaglio raffrontando le immagini riprese dal sensore con quelle memorizzate in un data base.
La versione AGM-154C-1 dispone di un apparato di comunicazione (LINK 16) grazie al quale può scambiare dati con il velivolo lanciatore. Ciò consente di indirizzare la bomba contro un bersaglio che non era stato programmato prima dello sgancio oppure di comunicare all'ordigno la posizione aggiornata del bersaglio, conferendogli la possibilità di colpire bersagli in movimento, come le unità navali.
Non disponendo di un sistema propulsivo autonomo, la gittata di una bomba JSOW dipende dalla velocità e dalla quota dell'aereo lanciatore al momento dello sgancio e pertanto può variare da una ventina di chilometri (sgancio a bassa quota) fino a più di 70 km (sgancio da alte quote).
Il JSOW è considerato un sistema d'arma a lungo raggio che va a integrarsi con i sistemi a corto raggio e in particolare - nell'arsenale delle forze aeree americane - con le bombe intelligenti a corto raggio JDAM. L'impiego operativo, infatti, prevede l'utilizzo del JSOW da distanza di sicurezza contro bersagli difesi da sistemi antiaerei e l'utilizzo delle JDAM per l'attacco a bersagli sprovvisti di difese antiaeree, oppure l'impiego del JSOW per neutralizzare le difese antiaeree del bersaglio primario che viene poi attaccato con le JDAM.
Il JSOW può essere trasportato dagli aerei da attacco in ragione di uno o due esemplari per ciascun pilone sub-alare compatibile. I caccia F-35 possono trasportare l'ordigno nelle stive interne, senza compromettere le caratteristiche stealth.

## Utilizzatori
- Australia (AGM-154C/C-1)[11]
- Canada (AGM-154A)[12]
- Finlandia (AGM-154C)[13]
- Grecia (AGM-154C)[13]
- Pakistan (AGM-154A)[12]
- Polonia (AGM-154C)[13]
- Singapore (AGM-154C)[3][14]
- Corea del Sud (AGM-154A)[12]
- Turchia (AGM-154A-1/C)[3][13]
- Marocco[15]
- Italia (AGM-154A)
- Stati Uniti
- Ucraina